# Quechumaran
Quechumaran (Quechu-Maran). -Velika porodica nastala spajanjem sumnjivo bliskih jezičnih porodica Aymaran i Quechuan. Broj govornika ove Velike porodice iznosi preko 1.000.000 za Aymara Indijance i 7,000,000 za Quechua. Njihovo područje prostire se od sjevernog Čilea i Argentine do južne Kolumbije i nekih predjela Ekvadora. Mnogi članovi danas su dijelom hispanizirani, odnosno postali su bilingualni u španjolskom jeziku. -Skupine Jaqaru i Kawki ili Cauqui iz peruanskog departmana Lima srodne su Aymara-govornicima.
O porodici quechu-maran govori Charles A. Zisa (1970) kao ogranku [andski jezici|andskih] jezika.

## Vanjske poveznice
- Quechumaran